# Општина Телега (Прахова)
Телега (рум. Telega) општина је у Румунији у округу Прахова.
Oпштина се налази на надморској висини од 567 m.